# Комплекс надскупчень Риб — Кита
Комплекс надскупчень Риб—Кита (англ. Pisces–Cetus Supercluster Complex) — скупчення надскупчень галактик або галактична нитка (чи галактична стіна), яка містить, зокрема, Ланіакею, яка, у свою чергу, містить надскупчення Діви (в якому перебуває наша Галактика) .

## Відкриття
Комплекс надскупчень Риб—Кита відкрив астроном Річард Таллі з Гавайського астрономічного університету 1987 року.

## Розміри
Розмір комплексу надскупчень Риб—Кита оцінюється приблизно в 1 мільярд світлових років у довжину і 150 мільйонів світлових років у ширину. Це одна з найбільших структур, виявлених у Всесвіті — вона на 370 мільйонів світлових років менша Великої стіни Слоуна і в 10 разів менша Великої стіни Геркулеса — Північної Корони.
Комплекс містить близько 60 скупчень галактик і за оцінками їх загальна маса становить 1018 сонячних мас (у 10 разів більша за масу Ланіакеї). За словами першовідкривача, комплекс складається з п'яти частин:
1. Надскупчення Риб—Кита.
2. Нитка Персея—Пегаса, включаючи і надскупчення Персея—Риб.
3. Ланцюг Пегаса—Риб.
4. Ділянку Скульптора, зокрема, надскупчення Скульптора і надскупчення Геракла.
5. Ланіакея (раніше називалася «ділянкою Діви—Гідри—Центавра»), яка містить, зокрема, Місцеве надскупчення галактик, а також надскупчення Гідри—Центавра.

Наше надскупчення Діви масою 1015 мас Сонця становить лише 0,1% від загальної маси комплексу.

## Див. Також
- Великомасштабна структура Всесвіту
- Видимий Всесвіт
- Галактична нитка